# Bahnhof Freienfeld

Der Bahnhof Freienfeld (italienisch Stazione di Campo di Trens) befindet sich an der Brennerbahn in Südtirol.

## Lage
Der Bahnhof Freienfeld befindet sich im Wipptal auf dem Gebiet der Gemeinde Freienfeld. Er erstreckt sich auf 935 m Höhe zwischen dem Eisack und einem Gewerbegebiet. Die nächstgelegenen Siedlungen sind knapp nordwestlich Freienfeld und – oberhalb der SS 12 – Trens, sowie jenseits des Flusses und der A22 auf der anderen Talseite Stilfes.

## Geschichte
Der Bahnhof Freienfeld wurde 1867 zusammen mit dem gesamten Abschnitt der Brennerbahn zwischen Innsbruck und Bozen in Betrieb genommen. 1928 erfolgte eine Ausweitung der Anlage zur Güterabfertigung. Zudem begann ein bis in 30er Jahre dauernder Ausbau der Flächen entlang der Gleistrasse zwischen Freienfeld und Sterzing zu einem umfangreichen Militärbahnhof. Im Zweiten Weltkrieg wurde dieses Areal durch Bombenangriffe völlig zerstört.
Auf das Jahr 1995 datieren einige bauliche Eingriffe, bei denen unter anderem Bahnsteigüberdachungen und eine Unterführung errichtet, sowie das Aufnahmsgebäude saniert wurden.

## Baulichkeiten
Das von Wilhelm von Flattich entworfene Aufnahmsgebäude ist sehr gut in seinem Originalzustand erhalten. Es präsentiert sich zum Bahnhofsvorplatz mit einem Mittelrisalit und einem Giebeldach. Es ist aus Brixner Granit gemauert, die Giebel weisen schön gearbeitete Holzdetails auf. Ein ursprünglich hölzerner Magazinvorbau wurde 1950 durch ein gemauertes Lagerhaus ersetzt. Seit 2004 steht das Aufnahmsgebäude unter Denkmalschutz.

## Funktion
Der Bahnhof Freienfeld ist betriebstechnisch seit 2005 nur noch ein Haltepunkt. Bedient wird er durch Regionalzüge der Trenitalia sowie der SAD.